# 諾拉鎮區 (伊利諾伊州喬戴維斯縣)
諾拉鎮區（英語：Nora Township）是位於美國伊利諾伊州喬戴維斯縣的一個行政鎮區。

## 地方資料
根據2010年美國人口普查的數據，諾拉鎮區的面積為65.60平方千米，當中陸地面積為65.60平方千米，而水域面積為0.00平方千米。當地共有人口355人，而人口密度為每平方千米5.41人。